# Telekom Malaysia
Telekom Malaysia Berhad (TM) – malezyjski dostawca usług telekomunikacyjnych.
Przedsiębiorstwo zostało założone w 1984 roku.